# Camptoo
Camptoo was een Nederlandse internetonderneming die zich toelegde op het delen van campers en caravans. Camptoo was een platform voor particuliere autoverhuur en daarmee dus onderdeel van de deeleconomie, waarbij eigenaren geld kunnen verdienen door hun caravan te verhuren aan andere liefhebbers. Camptoo was gevestigd in Den Haag en actief in 15 landen. Het bedrijf is op 26 oktober 2022 failliet verklaard.

## Geschiedenis
Het bedrijf werd in 2014 opgericht door Martijn Peeters, Joep Roebroek en Roel Sadza nadat er al eerder ervaring was opgedaan met P2P-websites zoals studieboekendelen.nl en deelit. In het begin werd er via crowdfunding gepoogd startkapitaal op te halen. In 2017 werd het bedrijf door Deloitte uitgeroepen tot Rising Star van de Technology Fast 50 en met een omzetgroei van 0,14 tot 7 miljoen in de jaren 2015-2018 haalde Camptoo in 2020 de top 20 van snelst groeiende bedrijven in Europa.
Na een totaal verlies van omzet in de beginfase van de coronacrisis werden er vanwege de hygiënische voordelen van kamperen omzetrecords neergezet in de zomer van 2020. Op 26 oktober 2022 is het bedrijf failliet verklaard. 

## Werking
Autobezitters konden via Camptoo hun caravan of camper verhuren aan derden, in ruil voor een financiële vergoeding. Over de verdiensten werd 15% als commissie afgedragen.